# USS Cabot (CVL-28)
Cabot (CVL-28/AVT-3) là một tàu sân bay hạng nhẹ thuộc lớp Independence của Hải quân Hoa Kỳ trong Chiến tranh Thế giới thứ hai, và là chiếc tàu chiến thứ hai mang cái tên này. Cabot được đưa ra hoạt động vào năm 1943 và phục vụ cho đến năm 1947. Sau một giai đoạn ở lực lượng dự bị, nó được cho tái hoạt động từ năm 1948 đến năm 1955 như một tàu sân bay huấn luyện; và trong giai đoạn 1967 - 1989, nó phục vụ trong Hải quân Tây Ban Nha dưới tên gọi Dédalo. Sau khi các nỗ lực nhằm bảo tồn con tàu bị thất bại, chiếc tàu sân bay bị tháo dỡ vào năm 2002.

## Thiết kế và chế tạo
Cabot được đặt lườn bởi hãng New York Shipbuilding Company, Camden, New Jersey như là chiếc tàu tuần dương hạng nhẹ Wilmington (CL-79) vào ngày 16 tháng 3 năm 1942, được cải biến trong khi đang chế tạo và xếp lại lớp thành tàu sân bay ký hiệu CV-28 vào ngày 2 tháng 6 năm 1942, được đổi tên thành Cabot vào ngày 23 tháng 6 năm 1942. Nó được hạ thủy vào ngày 4 tháng 4 năm 1943, được đỡ đầu bởi Bà A. C. Read. Nó được đổi ký hiệu thành CVL-28 vào ngày 15 tháng 7 năm 1943 và được đưa vào hoạt động ngày 24 tháng 7 năm 1943 dưới quyền chỉ huy của Đại tá Hải quân Malcolm Francis Schoeffel.

## Lịch sử hoạt động

### Thế Chiến II
Cabot khởi hành từ Quonset Point, Rhode Island cùng với Liên đội Không lực 31 trên tàu vào ngày 8 tháng 11 năm 1943 hướng đến Trân Châu Cảng, và nó đến nơi vào ngày 2 tháng 12. Khởi hành đi Majuro ngày 15 tháng 1 năm 1944, chiếc tàu sân bay gia nhập Lực lượng Đặc nhiệm 58 để bắt đầu chặng đường chiến đấu trong Thế Chiến II. Từ ngày 4 tháng 2 đến ngày 4 tháng 3 năm 1944, nó tung máy bay của nó tấn công Roi, Namur và cứ điểm kiên cố trên đảo Truk, góp phần làm vô hiệu hóa các căn cứ Nhật tại đây như một phần của chiến dịch chiếm đóng quần đảo Marshall.
Cabot quay trở về Trân Châu Cảng thực hiện một đợt sửa chữa ngắn, rồi quay trở lại hoạt động tại Majuro để thực hiện các cuộc không kích xuống Palaus, Yap, Ulithi, và Woleai vào cuối tháng 3 năm 1944. Nó tiến hành hỗ trợ đắc lực cho các hoạt động tại Hollandia (nay là Jayapura) từ ngày 22 đến ngày 25 tháng 4, rồi bốn ngày sau lại tung lực lượng không quân của nó tấn công Truk, Satawan và Ponape. Chiếc tàu sân bay lại rời Majuro vào ngày 6 tháng 6 để không kích chuẩn bị cho cuộc đổ bộ lên quần đảo Mariana, rồi trong các ngày 19 và 20 tháng 6 đã thực hiện các phi vụ trong trận biển Philippine then chốt, còn được gọi là "Cuộc săn vịt trời Marianas", đánh tan không lực của Hải quân Đế quốc Nhật Bản. Liên đội Không lực 31 trên chiếc Cabot còn tấn công các căn cứ Nhật Bản tại Iwo Jima, Pagan, Rota, Guam, Yap và Ulithi khi chiếc tàu sân bay tiếp tục hỗ trợ cho chiến dịch tại Marianas cho đến ngày 9 tháng 8.
Cabot thực hiện các cuộc không kích chuẩn bị cho đổ bộ xuống Palaus trong tháng 9 năm 1944, cùng các đợt tấn công vào Mindanao, Visayas và Luzon dọn đường cho việc quay trở lại Philippine vốn đã được chờ đợi khá lâu. Vào ngày 6 tháng 10, Liên đội Không lực 29 thay phiên cho Liên đội 31, và Cabot khởi hành từ Ulithi không kích lên đảo Okinawa và hỗ trợ trên không cho đội đặc nhiệm của nó đang chịu các cuộc tấn công ác liệt ngoài khơi Đài Loan trong các ngày 12 và 13 tháng 10. Sau đó Cabot gia nhập nhóm các tàu hộ tống cho hai chiếc tàu tuần dương Canberra và Houston vốn bị hư hại bởi ngư lôi ngoài khơi vùng biển Đài Loan đến khu vực an toàn tại quần đảo Carolines, rồi quay lại đội đặc nhiệm của nó tiếp tục các cuộc không kích xuống Visayas và tham gia Trận chiến vịnh Leyte trong các ngày 25 và 26 tháng 10.
Cabot tiếp tục tuần tra tại vùng biển ngoài khơi Luzon, thực hiện các cuộc không kích hỗ trợ các hoạt động trên bờ, đồng thời đánh trả các cuộc tấn công kamikaze liều mạng. Vào ngày 25 tháng 11 đặc biệt ác liệt, Cabot phải chống trả nhiều đợt tấn công bằng máy bay kamikaze khi một chiếc, vốn đã bốc cháy vì bị bắn trúng, đâm trúng sàn đáp bên mạn trái, phá hủy một khẩu đội phòng không 20 mm và một khẩu đội 40 mm. Một chiếc khác đâm xuống biển ngay sát con tàu cùng bên mạn trái, tung lên tàu một cơn mưa mảnh đạn. Đã có 62 người chết hoặc bị thương, nhưng do được huấn luyện kỹ, thủy thủ đoàn đã kiểm soát các hư hỏng một cách bình tĩnh và thành thạo. Chiếc tàu sân bay tiếp tục thi hành có hiệu quả nhiệm vụ được giao trong khi các sửa chữa tạm thời được thực hiện. Sang ngày 28 tháng 11, nó quay về đến Ulithi để được sửa chữa triệt để.
Cabot quay trở lại hoạt động vào ngày 11 tháng 11 năm 1944, di chuyển cùng với lực lượng tấn công lên Luzon, Đài Loan, Đông Dương, Hong Kong và Nansei Shoto để hỗ trợ cho các hoạt động tại Luzon. Từ ngày 10 tháng 2 đến ngày 1 tháng 3 năm 1945, máy bay của nó ném bom xuống các đảo chính quốc Nhật Bản và quần đảo Bonin để trấn áp sự phản ứng lại cuộc đổ bộ lên Iwo Jima. Sau đó chiếc tàu sân bay tiếp tục không kích xuống Kyūshū và Okinawa trong tháng 3 chuẩn bị cho cuộc đổ bộ lên hòn đảo sau. Sau các chiến dịch căng thẳng và kéo dài này, Cabot quay trở về San Francisco để thực hiện việc đại tu cần thiết, và hoàn tất vào tháng 6.
Sau đợt huấn luyện tại Trân Châu Cảng cùng Liên đội Không lực 32, chiếc tàu sân bay đã tung ra đợt không kích lên đảo Wake vào ngày 1 tháng 8 lúc đang trên đường đi đến Eniwetok. Tại đây nó tiếp tục nhiệm vụ huấn luyện cho đến khi ngừng bắn. Lên đường vào ngày 21 tháng 8, nó gia nhập Đội đặc nhiệm 38.3 để hỗ trợ cuộc đổ bộ của lực lượng chiếm đóng tại khu vực Hoàng Hải trong tháng 9 và tháng 10. Nhận lên tàu các cựu chiến binh quay trở về nhà tại Guam, Cabot về đến San Diego ngày 9 tháng 11, rồi tiếp tục hành trình đi đến bờ Đông nước Mỹ. Cabot được cho ngừng hoạt động và đưa về lực lượng dự bị tại Philadelphia vào ngày 11 tháng 2 năm 1947.

### Sau chiến tranh (1948-1955)

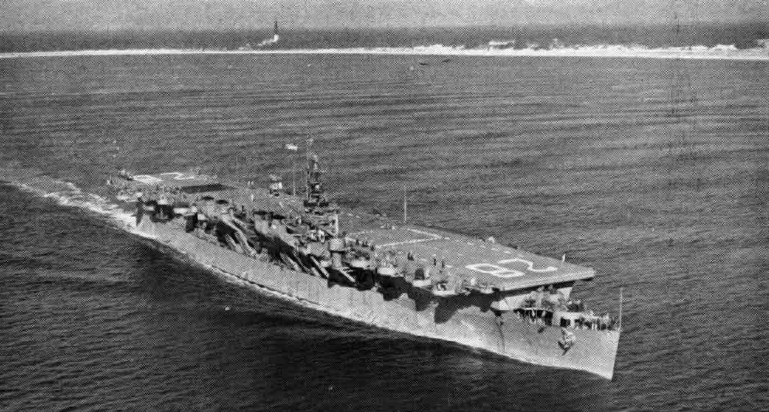
USS Cabot hoạt động như một tàu sân bay huấn luyện, năm 1949.

Được cho hoạt động trở lại vào ngày 27 tháng 10 năm 1948, Cabot được bố trí về chương trình huấn luyện Không lực Dự bị Hải quân. Nó hoạt động tại vùng biển ngoài khơi Pensacola, rồi sau đó tại Quonset Point, tiến hành các chuyến đi đến vùng biển Caribbe, và từng thực hiện một lượt phục vụ tại các vùng biển châu Âu từ ngày 9 tháng 1 đến ngày 26 tháng 3 năm 1952. Một lần nữa Cabot được cho ngừng hoạt động và chuyển về hạm đội dự bị tại xưởng hải quân Philadelphia vào ngày 21 tháng 1 năm 1955. Trong giai đoạn này, nó được xếp lại lớp thành một tàu vận chuyển máy bay ký hiệu AVT-3 vào ngày 15 tháng 5 năm 1959.

### Hải quân Tây Ban Nha (1967-1989)

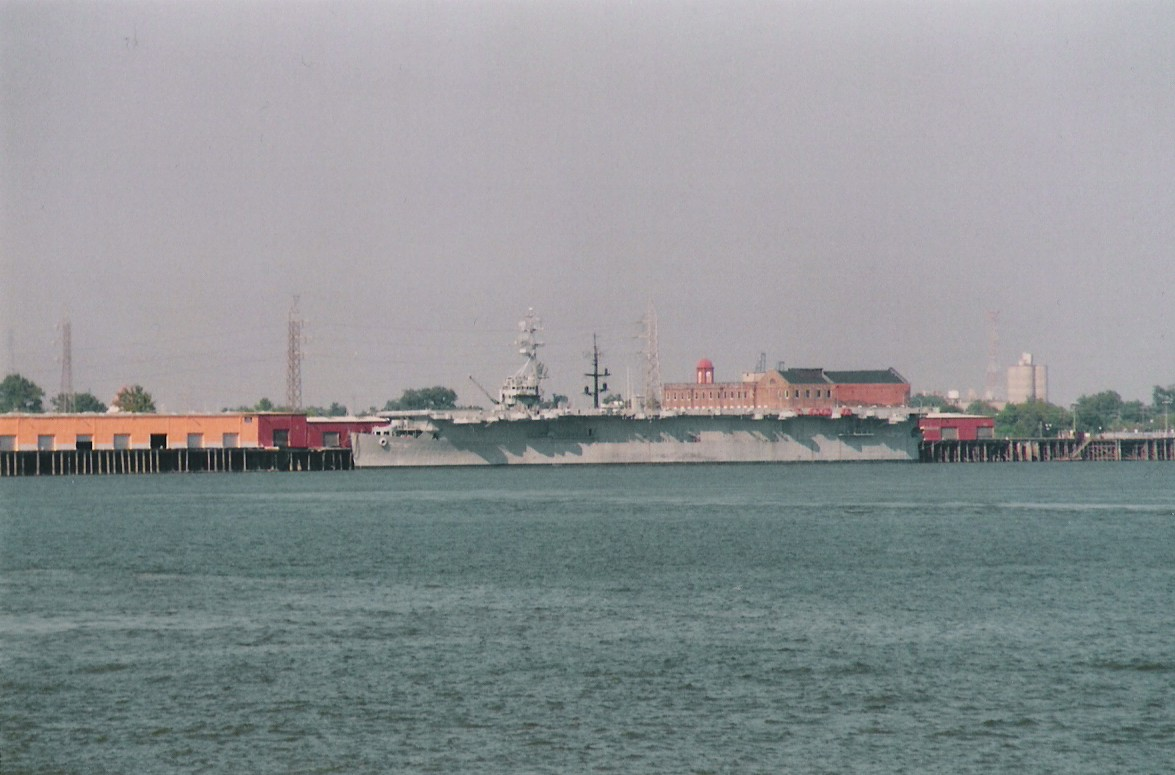
Cabot thả neo tại New Orleans năm 1995.

Vào năm 1967, sau hơn 12 năm bỏ xó ở lực lượng dự bị, Cabot được chuyển cho Tây Ban Nha mượn và hoạt động dưới tên gọi tàu sân bay Dédalo. Sau đó việc cho mượn được chuyển thành mua bán, nên USS Cabot được rút khỏi Đăng bạ Hải quân Hoa Kỳ vào ngày 1 tháng 8 năm 1972. Cuối cùng, Dedalo được rút khỏi Hải quân Tây Ban Nha sau hơn hai mươi năm phục vụ vào tháng 8 năm 1989, và được trao cho một tổ chức tư nhân ở Mỹ nhằm cải biến thành một tàu bảo tàng.

### Những nỗ lực bảo tồn không thành công (1990-2002)
Con tàu được công nhận là Địa điểm Lịch sử Quốc gia vào ngày 29 tháng 6 năm 1990. Con tàu trải qua hầu hết thời gian những năm 1990 thả neo tại một cầu tàu ở New Orleans. Dự tính của các nhóm tư nhân nhằm bảo tồn con tàu như một đài tưởng niệm bị thất bại, do không vận động đủ tài chính để thanh toán cho các chủ nợ. Vì vậy, đến ngày 10 tháng 9 năm 1999, con tàu bị bán đấu giá cho Sabe Marine Salvage. Danh hiệu "Địa điểm Lịch sử Quốc gia" được rút lại vào ngày 7 tháng 8 năm 2001. Công việc tháo dỡ thân tàu được hoàn tất vào năm 2002; riêng đảo cấu trúc thượng tầng được giữ lại cho đến khi bản thân nó cũng bị tháo dỡ vào năm 2007, di vật cuối cùng còn lại của trên 100 tàu sân bay hạng nhẹ và tàu sân bay hộ tống thời Thế Chiến II.

## Phần thưởng
Ngoài danh hiệu Đơn vị Tuyên dương Tổng thống, Cabot còn nhận được chín Ngôi sao Chiến đấu do thành tích phục vụ trong Thế Chiến II.
|                                                                     |  |                           |
| Silver star · Bronze star · Bronze star · Bronze star · Bronze star |  |                           |
|                                                                     |  | Bronze star · Bronze star |

| Đơn vị Tuyên Dương Tổng thống                                           | Đơn vị Tuyên Dương Tổng thống            | Huân chương Chiến dịch Hoa Kỳ            | Huân chương Chiến dịch Hoa Kỳ                               |
| Huân chương Chiến dịch Châu Á-Thái Bình Dương với 9 Ngôi sao Chiến trận | Huân chương Chiến thắng Thế Chiến II     | Huân chương Chiến thắng Thế Chiến II     | Huân chương Phục vụ Chiếm đóng Hải quân                     |
| Huân chương Phục vụ Phòng vệ Quốc gia                                   | Đơn vị Tuyên dương Tổng thống Philippine | Đơn vị Tuyên dương Tổng thống Philippine | Huân chương Giải phóng Philippine với 2 Ngôi sao Chiến trận |